# UEFA Women's Champions League 2021-2022
L'UEFA Women's Champions League 2021-2022 è stata la ventunesima edizione del campionato europeo di calcio femminile per club. Il torneo è iniziato il 17 agosto 2021 e si è concluso il 21 maggio 2022 con la finale, che si è svolta allo Juventus Stadium di Torino, in Italia.
L'Olympique Lione ha vinto il trofeo per l'ottava volta nella sua storia, battendo in finale per 3-1 le campionesse in carica del Barcellona.

## Formato
L'edizione 2021-2022 segna il cambio di formato della competizione, includendo per la prima volta una fase a gironi con partite di andata e ritorno. Alla fase a gironi prendono parte 16 squadre, che vengono divise in quattro gironi da quattro squadre ciascuno, che si affrontano in partite di andata e ritorno per un totale di sei giornate. Quattro squadre sono ammesse direttamente alla fase a gironi, mentre le restanti dodici vengono ammesse tramite la fase di qualificazione, che è composta da un percorso campioni (dal quale si qualificano sette squadre) e da un percorso piazzate (dal quale si qualificano cinque squadre). La fase a gironi è seguita dalla fase a eliminazione diretta, che parte dai quarti di finale, ai quali si qualificano le prime due classificate nei quattro gironi.
Partecipano al torneo 2021-2022 72 squadre provenienti da 50 diverse federazioni affiliate all'UEFA. Il coefficiente UEFA viene utilizzato per determinare il numero di partecipanti per ogni federazione:
- Le federazioni alle posizioni di classifica dalla numero 1 alla numero 6 hanno il diritto di iscrizione di tre squadre.
- Le federazioni alle posizioni di classifica dalla numero 7 alla numero 16 hanno il diritto di iscrizione di due squadre.
- Tutte le altre federazioni hanno la facoltà di iscrivere una sola squadra alla fase di qualificazione.
- La vincitrice dell'edizione 2020-2021 acquisisce di diritto di iscrizione anche se nella stagione nazionale 2020-2021 non è riuscita a qualificarsi per il torneo. Dato che il Barcellona, detentrice del titolo, ha vinto la stagione di Primera División 2020-2021, questa regola non si è applicata[7].

## Ranking
Per l'edizione 2021-2022 della UEFA Women's Champions League, alle squadre sono assegnati posti in base al loro coefficiente all'anno 2020, il quale tiene conto delle loro prestazioni in competizioni europee dalla stagione 2015-2016 a quella 2019-2020.
| Pos. | Federazione     | Coeff. | Sq. |
| ---- | --------------- | ------ | --- |
| 1    | Francia         | 96,000 | 3   |
| 2    | Germania        | 73,000 | 3   |
| 3    | Spagna          | 58,000 | 3   |
| 4    | Inghilterra     | 56,500 | 3   |
| 5    | Svezia          | 45,500 | 3   |
| 6    | Repubblica Ceca | 40,500 | 3   |
| 7    | Danimarca       | 36,500 | 2   |
| 8    | Paesi Bassi     | 33,000 | 2   |
| 9    | Italia          | 30,500 | 2   |
| 10   | Kazakistan      | 29,000 | 2   |
| 11   | Norvegia        | 27,500 | 2   |
| 12   | Islanda         | 26,000 | 2   |
| 13   | Svizzera        | 24,000 | 2   |
| 14   | Scozia          | 23,000 | 2   |
| 15   | Russia          | 22,500 | 2   |
| 16   | Bielorussia     | 19,000 | 2   |
| 17   | Cipro           | 16,000 | 1   |
| 18   | Serbia          | 15,500 | 1   |
| 19   | Austria         | 15,000 | 1   |

| Pos. | Federazione          | Coeff. | Sq. |
| ---- | -------------------- | ------ | --- |
| 20   | Lituania             | 14,500 | 1   |
| 21   | Polonia              | 14,500 | 1   |
| 22   | Belgio               | 12,500 | 1   |
| 23   | Portogallo           | 12,000 | 1   |
| 24   | Bosnia ed Erzegovina | 12,000 | 1   |
| 25   | Romania              | 11,000 | 1   |
| 26   | Finlandia            | 10,500 | 1   |
| 27   | Ucraina              | 10,000 | 1   |
| 28   | Grecia               | 9,500  | 1   |
| 29   | Ungheria             | 9,000  | 1   |
| 30   | Turchia              | 7,500  | 1   |
| 31   | Irlanda              | 7,500  | 1   |
| 32   | Albania              | 7,000  | 1   |
| 33   | Croazia              | 7,000  | 1   |
| 34   | Slovenia             | 6,000  | 1   |
| 35   | Israele              | 5,000  | 1   |
| 36   | Estonia              | 4,500  | 1   |
| 37   | Bulgaria             | 4,500  | 1   |

| Pos. | Federazione        | Coeff. | Sq.  |
| ---- | ------------------ | ------ | ---- |
| 38   | Kosovo             | 4,000  | 1    |
| 39   | Slovacchia         | 4,000  | 1    |
| 40   | Galles             | 3,500  | 1    |
| 41   | Montenegro         | 3,000  | 1    |
| 42   | Fær Øer            | 2,500  | 1    |
| 43   | Irlanda del Nord   | 2,000  | 1    |
| 44   | Malta              | 1,000  | 1    |
| 45   | Lettonia           | 1,000  | 1    |
| 46   | Moldavia           | 0,500  | 1    |
| 47   | Macedonia del Nord | 0,000  | 1    |
| 48   | Georgia            | 0,000  | 1    |
| 49   | Lussemburgo        | 0,000  | 1    |
| 50   | Armenia            | 0,000  | 1    |
| (NP) | Azerbaigian        | 0,000  | (NI) |
| (NP) | Gibilterra         | 0,000  | (NI) |
| (NP) | Andorra            | 0,000  | (NI) |
| (NP) | Liechtenstein      | 0,000  | (NI) |
| (NP) | San Marino         | 0,000  | (NI) |

Legenda:
- (NI) - Non partecipa
- (NP) - Nessuna posizione (l'associazione non ha partecipato alle cinque stagioni utilizzate per il calcolo dei coefficienti)

## Squadre partecipanti
La seguente lista contiene le squadre qualificate per il torneo e che competeranno per l'edizione in corso. Con DT si è indicata la detentrice del titolo, con CN la squadra campione nazionale, con 1ª la prima classificata nel caso in cui il campionato non sia stato concluso per la pandemia di COVID-19 che ha costretto alla sospensione di alcuni campionati senza che venissero assegnati i titoli, con 2ª e 3ª la seconda e la terza classificata, rispettivamente.
| Turno         | Turno         | Squadre                | Squadre                  | Squadre                     | Squadre                 |
| ------------- | ------------- | ---------------------- | ------------------------ | --------------------------- | ----------------------- |
| Fase a gironi | Fase a gironi | Barcellona (CN) (DT)   | Paris Saint-Germain (CN) | Bayern Monaco (CN)          | Chelsea (CN)            |
|               |               |                        |                          |                             |                         |
| Secondo turno | Campioni      | Häcken (CN)            | Sparta Praga (CN)        | HB Køge (CN)                |                         |
| Secondo turno | Piazzate      | Olympique Lione (2ª)   | Wolfsburg (2ª)           | Real Madrid (2ª)            | Manchester City (2ª)    |
| Secondo turno | Piazzate      | Rosengård (2ª)         | Slavia Praga (2ª)        |                             |                         |
|               |               |                        |                          |                             |                         |
| Primo turno   | Campioni      | Twente (CN)            | Juventus (CN)            | BIIK Kazygurt (CN)          | Vålerenga (CN)          |
| Primo turno   | Campioni      | Breiðablik (1ª)        | Servette Chênois (CN)    | Glasgow City (CN)           | CSKA Mosca (CN)         |
| Primo turno   | Campioni      | Dinamo-BGU (CN)        | Apollōn Lemesou (CN)     | Spartak Subotica (CN)       | St. Pölten (CN)         |
| Primo turno   | Campioni      | Gintra (CN)            | Czarni Sosnowiec (CN)    | Anderlecht (CN)             | Benfica (CN)            |
| Primo turno   | Campioni      | SFK 2000 (CN)          | U Olimpia Cluj (1ª)      | Åland United (CN)           | Žytlobud-1 Charkiv (CN) |
| Primo turno   | Campioni      | PAOK (CN)              | Ferencváros (CN)         | Beşiktaş (CN)               | Peamount United (CN)    |
| Primo turno   | Campioni      | Vllaznia (CN)          | Osijek (CN)              | Pomurje (CN)                | Kiryat Gat (CN)         |
| Primo turno   | Campioni      | Flora Tallinn (CN)     | NSA Sofia (CN)           | Mitrovica (CN)              | Slovan Bratislava (1ª)  |
| Primo turno   | Campioni      | Swansea City (CN)      | Breznica (CN)            | KÍ Klaksvík (CN)            | Glentoran (CN)          |
| Primo turno   | Campioni      | Birkirkara (1ª)        | Rīgas FS (CN)            | Agarista-ȘS Anenii Noi (CN) | Kamenica Sasa (CN)      |
| Primo turno   | Campioni      | Nike Tbilisi (CN)      | RFCU Lussemburgo (1ª)    | Hayasa (CN)                 |                         |
| Primo turno   | Piazzate      | Bordeaux (3ª)          | Hoffenheim (3ª)          | Levante (3ª)                | Arsenal (3ª)            |
| Primo turno   | Piazzate      | Kristianstads DFF (3ª) | Slovácko (3ª)            | Brøndby (2ª)                | PSV (2ª)                |
| Primo turno   | Piazzate      | Milan (2ª)             | Oqjetpes (2ª)            | Rosenborg (2ª)              | Valur (2ª)              |
| Primo turno   | Piazzate      | Zurigo (2ª)            | Celtic (2ª)              | Lokomotiv Mosca (2ª)        | FK Minsk (2ª)           |

## Turni e sorteggi
L'UEFA ha fissato il calendario della competizione e gli abbinamenti che saranno necessari nello svolgersi del torneo nella sua sede di Nyon, Svizzera.
| Turno                           | Turno                           | Sorteggio         | Andata                                       | Ritorno                                      |
| ------------------------------- | ------------------------------- | ----------------- | -------------------------------------------- | -------------------------------------------- |
| Primo turno di qualificazione   | Primo turno di qualificazione   | 2 luglio 2021     | 17-18 agosto 2021 (semifinali)               | 20-21 agosto 2021 (finali)                   |
| Secondo turno di qualificazione | Secondo turno di qualificazione | 22 agosto 2021    | 31 agosto/1º settembre 2021                  | 8-9 settembre 2021                           |
| Fase a gironi                   | Prima giornata                  | 13 settembre 2021 | 5-6 ottobre 2021                             | 5-6 ottobre 2021                             |
| Fase a gironi                   | Seconda giornata                | 13 settembre 2021 | 13-14 ottobre 2021                           | 13-14 ottobre 2021                           |
| Fase a gironi                   | Terza giornata                  | 13 settembre 2021 | 9-10 novembre 2021                           | 9-10 novembre 2021                           |
| Fase a gironi                   | Quarta giornata                 | 13 settembre 2021 | 17-18 novembre 2021                          | 17-18 novembre 2021                          |
| Fase a gironi                   | Quinta giornata                 | 13 settembre 2021 | 8-9 dicembre 2021                            | 8-9 dicembre 2021                            |
| Fase a gironi                   | Sesta giornata                  | 13 settembre 2021 | 15-16 dicembre 2021                          | 15-16 dicembre 2021                          |
| Quarti di finale                | Quarti di finale                | 20 dicembre 2021  | 22-23 marzo 2022                             | 30-31 marzo 2022                             |
| Semifinali                      | Semifinali                      | 20 dicembre 2021  | 23-24 aprile 2022                            | 30 aprile/1º maggio 2022                     |
| Finale                          | Finale                          | 20 dicembre 2021  | 21 maggio 2022 allo Juventus Stadium, Torino | 21 maggio 2022 allo Juventus Stadium, Torino |

## Qualificazioni
Al turno preliminare sono ammesse le squadre appartenenti alle ultime due federazioni nel ranking UEFA e la vincente accede al primo turno. Il primo turno si svolge secondo un minitorneo a quattro squadre su partita secca e sono ammesse al secondo turno le 11 squadre vincitrici dei minitornei per la fase campioni e le 4 squadre vincitrici per la fase piazzate. Il secondo turno si svolge a eliminazione diretta con partite di andata e ritorno e le sette squadre vincitrici degli accoppiamenti per la fase campione più le cinque vincitrici per la fase piazzate vengono ammesse alla fase a gironi.

### Primo turno
Il sorteggio per il primo turno di qualificazione si è tenuto il 2 luglio 2021. 

#### Semifinali
| Squadra 1          | Risultato   | Squadra 2              |
| Campioni           | Campioni    | Campioni               |
| ------------------ | ----------- | ---------------------- |
| Breiðablik         | 7 - 0       | KÍ Klaksvík            |
| Gintra             | 2 - 0       | Flora Tallinn          |
| Glasgow City       | 3 - 0       | Birkirkara             |
| BIIK Kazygurt      | 4 - 0       | Slovan Bratislava      |
| Anderlecht         | 3 - 0       | Hayasa                 |
| Osijek             | 5 - 0       | Breznica               |
| SFK 2000           | 0 - 1       | RFCU Lussemburgo       |
| Benfica            | 4 - 0       | Kiryat Gat             |
| U Olimpia Cluj     | 0 - 4       | Åland United           |
| Servette Chênois   | 1 - 0       | Glentoran              |
| CSKA Mosca         | 4 - 1 (dts) | Swansea City           |
| Apollōn Lemesou    | 2 - 0 (dts) | Dinamo-BGU             |
| PAOK               | 6 - 0       | Agarista-ȘS Anenii Noi |
| Vålerenga          | 5 - 0       | Mitrovica              |
| Juventus           | 12 - 0      | Kamenica Sasa          |
| St. Pölten         | 7 - 0       | Beşiktaş               |
| Twente             | 9 - 0       | Nike Tbilisi           |
| Spartak Subotica   | 5 - 2       | Peamount United        |
| Žytlobud-1 Charkiv | 5 - 1       | NSA Sofia              |
| Pomurje            | 6 - 1       | Rīgas FS               |
| Ferencváros        | 2 - 1       | Czarni Sosnowiec       |
| Vllaznia           | bye         |                        |
| Piazzate           |             |                        |
| Hoffenheim         | 1 - 0       | Valur                  |
| Zurigo             | 1 - 2       | Milan                  |
| Brøndby            | 0 - 1       | Kristianstads DFF      |
| Bordeaux           | 2 - 1       | Slovácko               |
| Levante            | 2 - 1       | Celtic                 |
| FK Minsk           | 1 - 2       | Rosenborg              |
| Arsenal            | 4 - 0       | Oqjetpes               |
| PSV                | 3 - 1       | Lokomotiv Mosca        |

#### Finali 3º posto
| Squadra 1         | Risultato             | Squadra 2              |
| Campioni          | Campioni              | Campioni               |
| ----------------- | --------------------- | ---------------------- |
| KÍ Klaksvík       | 0 - 1                 | Flora Tallinn          |
| Slovan Bratislava | 1 - 0 (dts)           | Birkirkara             |
| Breznica          | 3 - 2                 | Hayasa                 |
| SFK 2000          | 1 - 1 (dts) (4-2 dtr) | Kiryat Gat             |
| U Olimpia Cluj    | 0 - 2                 | Glentoran              |
| Dinamo-BGU        | 2 - 0                 | Swansea City           |
| Mitrovica         | 3 - 0                 | Agarista-ȘS Anenii Noi |
| Beşiktaş          | 4 - 0                 | Kamenica Sasa          |
| Peamount United   | Ann.                  | Nike Tbilisi           |
| NSA Sofia         | 2 - 1                 | Rīgas FS               |
| Piazzate          |                       |                        |
| Zurigo            | 1 - 3                 | Valur                  |
| Brøndby           | 2 - 1                 | Slovácko               |
| FK Minsk          | 3 - 2 (dts)           | Celtic                 |
| Oqjetpes          | 0 - 4                 | Lokomotiv Mosca        |

#### Finali
| Squadra 1          | Risultato             | Squadra 2         |
| Campioni           | Campioni              | Campioni          |
| ------------------ | --------------------- | ----------------- |
| Gintra             | 1 - 8                 | Breiðablik        |
| BIIK Kazygurt      | 0 - 1                 | Glasgow City      |
| Anderlecht         | 0 - 1                 | Osijek            |
| Benfica            | 7 - 0                 | RFCU Lussemburgo  |
| Servette Chênois   | 1 - 0                 | Åland United      |
| Apollōn Lemesou    | 2 - 1                 | CSKA Mosca        |
| Vålerenga          | 2 - 0                 | PAOK              |
| St. Pölten         | 1 - 4                 | Juventus          |
| Twente             | 5 - 3 (dts)           | Spartak Subotica  |
| Žytlobud-1 Charkiv | 4 - 1                 | Pomurje           |
| Vllaznia           | 0 - 0 (dts) (3-1 dtr) | Ferencváros       |
| Piazzate           |                       |                   |
| Hoffenheim         | 2 - 0                 | Milan             |
| Bordeaux           | 3 - 1                 | Kristianstads DFF |
| Levante            | 4 - 3 (dts)           | Rosenborg         |
| Arsenal            | 3 - 1                 | PSV               |

### Secondo turno
Il sorteggio per il secondo turno di qualificazione si è tenuto il 22 agosto 2021. 
| Squadra 1        | Totale          | Squadra 2          | Andata   | Ritorno     |
| Campioni         | Campioni        | Campioni           | Campioni | Campioni    |
| ---------------- | --------------- | ------------------ | -------- | ----------- |
| Sparta Praga     | 0 - 3           | HB Køge            | 0 - 1    | 0 - 2       |
| Osijek           | 1 - 4           | Breiðablik         | 1 - 1    | 0 - 3       |
| Vllaznia         | 0 - 3           | Juventus           | 0 - 2    | 0 - 1       |
| Twente           | 1 - 5           | Benfica            | 1 - 1    | 0 - 4       |
| Apollōn Lemesou  | 2 - 5           | Žytlobud-1 Charkiv | 1 - 2    | 1 - 3       |
| Servette Chênois | 3 - 2           | Glasgow City       | 1 - 1    | 2 - 1       |
| Vålerenga        | 3 - 6           | Häcken             | 1 - 3    | 2 - 3       |
| Piazzate         |                 |                    |          |             |
| Levante          | 2 - 4           | Olympique Lione    | 1 - 2    | 1 - 2       |
| Arsenal          | 7 - 0           | Slavia Praga       | 3 - 0    | 4 - 0       |
| Real Madrid      | 2 - 1           | Manchester City    | 1 - 1    | 1 - 0       |
| Wolfsburg        | 5 - 5 (3-0 dtr) | Bordeaux           | 3 - 2    | 2 - 3 (dts) |
| Rosengård        | 3 - 6           | Hoffenheim         | 0 - 3    | 3 - 3       |

## Fase a gironi
Alla fase a gironi partecipano 16 squadre, di cui 4 squadre qualificate direttamente, le 7 squadre vincitrici del secondo turno di qualificazione sul percorso campioni e le 5 squadre vincitrici del secondo turno di qualificazione sul percorso piazzate. Le fasce per il sorteggio vengono composte in base al coefficiente UEFA dei club. In ciascuno dei 4 gruppi, ogni squadra incontra le avversarie due volte, in casa e in trasferta. Le prime due classificate di ogni girone si qualificano alla fase a eliminazione diretta. Il sorteggio per definire la composizione dei gironi si è tenuto il 13 settembre 2021.

### Gruppo A
| Pos | Squadra          | Pt | G | V | N | P | GF | GS | DG  |
| --- | ---------------- | -- | - | - | - | - | -- | -- | --- |
| 1.  | Wolfsburg        | 11 | 6 | 3 | 2 | 1 | 17 | 7  | +10 |
| 2.  | Juventus         | 11 | 6 | 3 | 2 | 1 | 12 | 4  | +8  |
| 3.  | Chelsea          | 11 | 6 | 3 | 2 | 1 | 13 | 8  | +5  |
| 4.  | Servette Chênois | 0  | 6 | 0 | 0 | 6 | 0  | 23 | -23 |

| Squadra 1        | Risultato   | Squadra 2        |
| 1ª giornata      | 1ª giornata | 1ª giornata      |
| ---------------- | ----------- | ---------------- |
| Servette Chênois | 0 - 3       | Juventus         |
| Chelsea          | 3 - 3       | Wolfsburg        |
| 2ª giornata      |             |                  |
| Wolfsburg        | 5 - 0       | Servette Chênois |
| Juventus         | 1 - 2       | Chelsea          |
| 3ª giornata      |             |                  |
| Servette Chênois | 0 - 7       | Chelsea          |
| Juventus         | 2 - 2       | Wolfsburg        |
| 4ª giornata      |             |                  |
| Wolfsburg        | 0 - 2       | Juventus         |
| Chelsea          | 1 - 0       | Servette Chênois |
| 5ª giornata      |             |                  |
| Servette Chênois | 0 - 3       | Wolfsburg        |
| Chelsea          | 0 - 0       | Juventus         |
| 6ª giornata      |             |                  |
| Juventus         | 4 - 0       | Servette Chênois |
| Wolfsburg        | 4 - 0       | Chelsea          |

### Gruppo B
| Pos | Squadra             | Pt | G | V | N | P | GF | GS | DG  |
| --- | ------------------- | -- | - | - | - | - | -- | -- | --- |
| 1.  | Paris Saint-Germain | 18 | 6 | 6 | 0 | 0 | 25 | 0  | +25 |
| 2.  | Real Madrid         | 12 | 6 | 4 | 0 | 2 | 12 | 6  | +6  |
| 3.  | Žytlobud-1 Charkiv  | 4  | 6 | 1 | 1 | 4 | 2  | 15 | -13 |
| 4.  | Breiðablik          | 1  | 6 | 0 | 1 | 5 | 0  | 18 | -18 |

| Squadra 1           | Risultato   | Squadra 2           |
| 1ª giornata         | 1ª giornata | 1ª giornata         |
| ------------------- | ----------- | ------------------- |
| Žytlobud-1 Charkiv  | 0 - 1       | Real Madrid         |
| Breiðablik          | 0 - 2       | Paris Saint-Germain |
| 2ª giornata         |             |                     |
| Paris Saint-Germain | 5 - 0       | Žytlobud-1 Charkiv  |
| Real Madrid         | 5 - 0       | Breiðablik          |
| 3ª giornata         |             |                     |
| Žytlobud-1 Charkiv  | 0 - 0       | Breiðablik          |
| Paris Saint-Germain | 4 - 0       | Real Madrid         |
| 4ª giornata         |             |                     |
| Breiðablik          | 0 - 2       | Žytlobud-1 Charkiv  |
| Real Madrid         | 0 - 2       | Paris Saint-Germain |
| 5ª giornata         |             |                     |
| Žytlobud-1 Charkiv  | 0 - 6       | Paris Saint-Germain |
| Breiðablik          | 0 - 3       | Real Madrid         |
| 6ª giornata         |             |                     |
| Real Madrid         | 3 - 0       | Žytlobud-1 Charkiv  |
| Paris Saint-Germain | 6 - 0       | Breiðablik          |

### Gruppo C
| Pos | Squadra    | Pt | G | V | N | P | GF | GS | DG  |
| --- | ---------- | -- | - | - | - | - | -- | -- | --- |
| 1.  | Barcellona | 18 | 6 | 6 | 0 | 0 | 24 | 1  | +23 |
| 2.  | Arsenal    | 9  | 6 | 3 | 0 | 3 | 14 | 13 | +1  |
| 3.  | Hoffenheim | 9  | 6 | 3 | 0 | 3 | 11 | 15 | -4  |
| 4.  | HB Køge    | 0  | 6 | 0 | 0 | 6 | 2  | 22 | -20 |

| Squadra 1   | Risultato   | Squadra 2   |
| 1ª giornata | 1ª giornata | 1ª giornata |
| ----------- | ----------- | ----------- |
| Hoffenheim  | 5 - 0       | HB Køge     |
| Barcellona  | 4 - 1       | Arsenal     |
| 2ª giornata |             |             |
| HB Køge     | 0 - 2       | Barcellona  |
| Arsenal     | 4 - 0       | Hoffenheim  |
| 3ª giornata |             |             |
| Barcellona  | 4 - 0       | Hoffenheim  |
| HB Køge     | 1 - 5       | Arsenal     |
| 4ª giornata |             |             |
| Hoffenheim  | 0 - 5       | Barcellona  |
| Arsenal     | 3 - 0       | HB Køge     |
| 5ª giornata |             |             |
| Arsenal     | 0 - 4       | Barcellona  |
| HB Køge     | 1 - 2       | Hoffenheim  |
| 6ª giornata |             |             |
| Barcellona  | 5 - 0       | HB Køge     |
| Hoffenheim  | 4 - 1       | Arsenal     |

### Gruppo D
| Pos | Squadra         | Pt | G | V | N | P | GF | GS | DG  |
| --- | --------------- | -- | - | - | - | - | -- | -- | --- |
| 1.  | Olympique Lione | 15 | 6 | 5 | 0 | 1 | 19 | 2  | +17 |
| 2.  | Bayern Monaco   | 13 | 6 | 4 | 1 | 1 | 15 | 3  | +12 |
| 3.  | Benfica         | 4  | 6 | 1 | 1 | 4 | 2  | 16 | -14 |
| 4.  | Häcken          | 3  | 6 | 1 | 0 | 5 | 3  | 18 | -15 |

| Squadra 1       | Risultato   | Squadra 2       |
| 1ª giornata     | 1ª giornata | 1ª giornata     |
| --------------- | ----------- | --------------- |
| Häcken          | 0 - 3       | Olympique Lione |
| Benfica         | 0 - 0       | Bayern Monaco   |
| 2ª giornata     |             |                 |
| Bayern Monaco   | 4 - 0       | Häcken          |
| Olympique Lione | 5 - 0       | Benfica         |
| 3ª giornata     |             |                 |
| Benfica         | 0 - 1       | Häcken          |
| Olympique Lione | 2 - 1       | Bayern Monaco   |
| 4ª giornata     |             |                 |
| Häcken          | 1 - 2       | Benfica         |
| Bayern Monaco   | 1 - 0       | Olympique Lione |
| 5ª giornata     |             |                 |
| Benfica         | 0 - 5       | Olympique Lione |
| Häcken          | 1 - 5       | Bayern Monaco   |
| 6ª giornata     |             |                 |
| Bayern Monaco   | 4 - 0       | Benfica         |
| Olympique Lione | 4 - 0       | Häcken          |

## Fase a eliminazione diretta
Alla fase a eliminazione diretta partecipano 8 squadre, ossia le squadre classificate ai primi due posti nei quattro gironi della fase precedente.

### Quarti di finale
Il sorteggio degli accoppiamenti per i quarti di finale si è tenuto a Nyon il 20 dicembre 2021. L'andata si è disputata il 22 e 23 marzo 2022, mentre il ritorno si è disputato il 30 e 31 marzo 2022.
| Squadra 1     | Totale | Squadra 2           | Andata | Ritorno     |
| ------------- | ------ | ------------------- | ------ | ----------- |
| Bayern Monaco | 3 - 4  | Paris Saint-Germain | 1 - 2  | 2 - 2 (dts) |
| Juventus      | 3 - 4  | Olympique Lione     | 2 - 1  | 1 - 3       |
| Arsenal       | 1 - 3  | Wolfsburg           | 1 - 1  | 0 - 2       |
| Real Madrid   | 3 - 8  | Barcellona          | 1 - 3  | 2 - 5       |

### Semifinali
Il sorteggio degli accoppiamenti per le semifinali si è tenuto a Nyon il 20 dicembre 2021 in concomitanza con la definizione degli accoppiamenti per i quarti di finale. L'andata si è disputata il 22 e 24 aprile 2022, mentre il ritorno si è disputato il 30 aprile 2022.
| Squadra 1       | Totale | Squadra 2           | Andata | Ritorno |
| --------------- | ------ | ------------------- | ------ | ------- |
| Barcellona      | 5 - 3  | Wolfsburg           | 5 - 1  | 0 - 2   |
| Olympique Lione | 5 - 3  | Paris Saint-Germain | 3 - 2  | 2 - 1   |

### Finale
| Arbitro: | Lina Lehtovaara |

|              |           |                                    |
| Putellas 41’ | Marcatori | 6’ Henry 23’ Hegerberg 33’ Macario |

## Statistiche

### Classifica marcatrici
Fonte: sito UEFA.
| Gol |  |  | Giocatore               | Squadra             |
| --- |  |  | ----------------------- | ------------------- |
| 11  |  |  | Alexia Putellas         | Barcellona          |
| 10  |  |  | Tabea Waßmuth           | Wolfsburg           |
| 8   |  |  | Catarina Macario        | Olympique Lione     |
| 7   |  |  | Marie-Antoinette Katoto | Paris Saint-Germain |
| 6   |  |  | Jordyn Huitema          | Paris Saint-Germain |
| 6   |  |  | Ada Hegerberg           | Olympique Lione     |
| 5   |  |  | Cristiana Girelli       | Juventus            |
| 5   |  |  | Jennifer Hermoso        | Barcellona          |
| 5   |  |  | Jill Roord              | Wolfsburg           |
| 4   |  |  | Ramona Bachmann         | Paris Saint-Germain |
| 4   |  |  | Samantha Kerr           | Chelsea             |

## Squadra della stagione
La squadra della stagione è stata selezionata al termine del torneo
| Ruolo | Naz.     | Giocatrice              | Squadra             |
| ----- | -------- | ----------------------- | ------------------- |
| P     | Cile     | Christiane Endler       | Paris Saint-Germain |
| D     | Francia  | Griedge Mbock Bathy     | Olympique Lione     |
| D     | Francia  | Wendie Renard           | Olympique Lione     |
| D     | Spagna   | María Pilar León        | Barcellona          |
| D     | Francia  | Selma Bacha             | Olympique Lione     |
| C     | Spagna   | Aitana Bonmatí          | Barcellona          |
| C     | Spagna   | Patricia Guijarro       | Barcellona          |
| C     | Francia  | Amandine Henry          | Olympique Lione     |
| C     | Spagna   | Alexia Putellas         | Barcellona          |
| A     | Norvegia | Ada Hegerberg           | Olympique Lione     |
| A     | Francia  | Marie-Antoinette Katoto | Paris Saint-Germain |

Miglior giocatrice del torneo
 Alexia Putellas (Barcellona)
Miglior giovane
 Selma Bacha (Olympique Lione)